# Acalleomyia
Acalleomyia é um subgénero do Género Culex, pertencente à família Culicidae.